# Cappella di Nostra Signora della Misericordia
La cappella di Nostra Signora della Misericordia è un luogo di culto cattolico situato nella località di Roscina nel comune di Sassello, in provincia di Savona.

## Storia e descrizione
La cappella è di modeste dimensioni (4 m di lunghezza) ed è priva di campanile. Il tetto è ricoperto dalle caratteristiche scandole in legno.
Fu edificata dalla famiglia Siri in ringraziamento alla Madonna per la guarigione di un loro congiunto. Vi si celebra solamente una volta all'anno.